# Sicamugil hamiltonii
Sicamugil hamiltonii és una espècie de peix de la família dels mugílids i de l'ordre dels mugiliformes.

## Morfologia
- Els mascles poden assolir 12 cm de longitud total.[4][5]

## Reproducció
És ovípar i els ous pelàgics.

## Hàbitat
És un peix d'aigua dolça, de clima tropical i pelàgic.

## Distribució geogràfica
Es troba a les conques dels rius Sittang i Irrawaddy a Myanmar.

## Observacions
És inofensiu per als humans.